# Edimmu
Los Edimmu o Ekimmu (êkemu) fueron un tipo de Utukku en la antigua mitología acadia, sumeria y babilónica. Eran fantasmas de los que no habían sido enterrados correctamente. Podían poseer a la gente, provocaban desastres y comportamientos criminales, pero podían ser apaciguados con un banquete de entierro. Se pensaba que no eran corpóreos, su espíritu era de viento y podía aspirar la vida de los niños y de los que dormían.
- Datos: Q1015860